# ディリクレエネルギー
数学におけるディリクレエネルギー（英: Dirichlet's energy）は、函数がどのように変化するかを測るための概念である。より抽象的に、そのようなエネルギーはソボレフ空間 H1 上の二次汎函数である。ディリクレエネルギーはラプラス方程式と密接に関連するもので、ドイツの数学者ペーター・グスタフ・ディリクレの名にちなむ。

## 定義
開集合 Ω ⊆ Rn と函数 u : Ω → R が与えられたとき、その函数 u のディリクレエネルギーは次の実数で定義される：
{\displaystyle E[u]={\frac {1}{2}}\int _{\Omega }\|\nabla u(x)\|^{2}\,\mathrm {d} V.}
ここで ∇u : Ω → Rn は函数 u の勾配ベクトル場を表す。

## 性質と応用
ディリクレエネルギーは非負の量の積分なので、それ自身非負である。すなわちすべての函数 u に対して E[u] ≥ 0 が成り立つ。
（適切な境界条件に対する）ラプラス方程式
{\displaystyle -\Delta u(x)=0{\text{ for all }}x\in \Omega }
を解くことは、その境界条件を満たしディリクレエネルギーを最小にするような函数 u を探す変分問題を解くことと同値である。
そのような解は調和函数と呼ばれ、ポテンシャル論における研究テーマの一つである。